# Правовой режим Арктики
Правовой режим Арктики — закреплён в международных соглашениях по Арктике. Арктика состоит из суши, внутренних вод, территориальных морей, исключительных экономических зон (ИЭЗ) и международных вод за Северным полярным кругом (66 градусов 33 минуты северной широты). Вся суша, внутренние воды, территориальные моря и ИЭЗ в Арктике находятся под юрисдикцией одного из восьми арктических прибрежных государств: Канады, Дании (через Гренландию), Финляндии, Исландии, Норвегии, России, Швеции и США. Международное право регулирует эту область, как и другие части Земли.
По международному праву Северный полюс и окружающий его район Северного Ледовитого океана не принадлежат ни одной стране. Пять окружающих арктических стран ограничены территориальным морем в 12 морских миль (22 км; 14 миль) и исключительной экономической зоной (ИЭЗ) в 200 морских миль (370 км; 230 миль), прилегающей к их побережьям, измеряемым от заявленных исходных линий, поданных в ООН. Воды за пределами территориальных морей и ИЭЗ, то есть за пределами 200 морских миль (370 км; 230 миль) от исходных линий прибрежных государств, считаются «открытым морем» (то есть Международными водами). Воды и морское дно, не подтвержденное как продолжение континентального шельфа за пределами исключительных экономических зон, считаются «достоянием всего человечества». Рыболовство в этих водах может быть ограничено только международным договором, а разведкой и эксплуатацией минеральных ресурсов на морском дне и под ним в этих районах управляет Международный орган ООН по морскому дну.
После ратификации Конвенции Организации Объединенных Наций по морскому праву (ЮНКЛОС), у страны есть десятилетний период для предъявления претензий на расширенный континентальный шельф, который, в случае подтверждения, даёт ей исключительные права на ресурсы на морском дне или ниже этого расширенного шельфа. Норвегия, Россия, Канада и Дания запустили проекты, призванные обеспечить основу для претензий на морское дно на расширенных континентальных шельфах за пределами их исключительных экономических зон. Соединенные Штаты подписали, но ещё не ратифицировали ЮНКЛОС.
Статус некоторых частей арктического морского региона оспаривается по разным причинам. Канада, Дания, Норвегия, Россия и Соединенные Штаты рассматривают части арктических морей как национальные воды (территориальные воды до 12 морских миль (22 км)) или внутренние воды. Существуют также споры о том, какие проходы составляют международные морские пути и права прохода по ним. В Арктике был один спорный участок земли — остров Ханса, — который оспаривался до 2022 года между Канадой и Данией из-за его расположения посреди пролива.

## Освоение Арктики
Активное освоение Арктики пришлось на XIX век, когда этот регион стал промысловым для добычи морского и пушного зверя, рыбы.
Норвежский стортинг законом 1853 года ограничил иностранные промыслы у Финмаркена.
В 1854—1855 годах в акватории Белого и Баренцева морей проходила Беломорская кампания Крымской войны, когда английские и французские эскадры пытались уничтожить российское судоходство, береговые укрепления и стремились захватить или блокировать Архангельский порт.
17(29) января 1869 года мещане Сумского посада Кемского уезда Архангельской губернии Михаил и Фёдор Воронины направили прошение в Министерство иностранных дел Российской империи, предлагая запретить норвежцам промысел в Белом и Карском морях, близ архипелага Новая Земля, островов Колгуев и Вайгач, и «сообщить через кого следует» норвежскому правительству о нежелательности промыслов в определенных ими местах подданных соединённых королевств Швеции и Норвегии. Однако лишь в 1909-1910 годах Россия прибегла к угрозе силы, чтобы остановить начавшуюся норвежскую колонизацию Новой Земли и определить границы территориальных вод применительно хотя бы к Белому и Баренцеву морям.
В 1894 году В.Н. Семенковича  в книге «Север России в военно-морском и коммерческом отношениях» доказывал необходимость установить суверенитет России на северных территориях и построить незамерзающий порт Мурманск, обеспечивающий России стратегический паритет с флотами западных стран.

## Северный полюс и Северный Ледовитый океан

### Национальные сектора: 1925-2005
Точная граница Арктики не определена. Первоначально господствовал секторальный подход, согласно которому Арктика поделена между сопредельными циркумполярными государствами, причем северный полюс является границей всех заинтересованных государств. В 1909 году Канада объявила суверенитет на все территории между северным полюсом и своим северным побережьем. В мае 1925 года Канада официально закрепила своё право на свой арктический сектор, основываясь на Принципе сектора, Канада стала первой страной, которая расширила свои морские границы на север до Северного полюса, по крайней мере, на бумаге, между 60° западной долготы и 141° западной долготы, утверждение, которое не является общепризнанным (существуют 415 морских миль (769 км; 478 миль) океана между полюсом и самой северной точкой суши Канады). 15 апреля следующего года Президиум Верховного Совета СССР объявил территорию между двумя линиями (32°04′35″ в.д. и 168°49′30″ з.д.), проведенными от запада Мурманска к Северному полюсу и от восточной части Чукотского полуострова до Северного полюса — советской территорией. Норвегия (от 5 ° до 35 ° восточной долготы) подала аналогичные заявки на сектор, как и Соединенные Штаты (от 170 ° з.д. до 141 ° з.д.), но в этом секторе было всего несколько островов, поэтому претензия не была востребована. Суверенитет Дании над всей Гренландией был признан Соединенными Штатами в 1916 году и международным судом в 1933 году. Дания также могла предположительно претендовать на арктический сектор (от 60° з.д. до 10° з.д.).

Деление Арктики согласно секторальному подходу на пять зон: российскую, американскую, канадскую, норвежскую и датскую

Постановлением Президиума ЦИК СССР от 15 апреля 1926 года вся территория от Северного полюса до материковой части СССР, ограниченная меридианами 32°4’35" восточной долготы и 168°49’30" западной долготы, объявлялась территорией СССР. Тем не менее, секторный подход содержал определенные правовые лакуны, поскольку он определял правовой статус островов и земель, но никак не акваторий этих секторов.
В контексте холодной войны Канада отправила семьи инуитов на крайний север в Арктику для переселения, отчасти для установления территориальности. Канадский монарх королева Елизавета II в сопровождении герцога Эдинбургского, принца Чарльза и принцессы Анны предприняла в 1970 году поездку по Северной Канаде, отчасти для того, чтобы продемонстрировать сомневающемуся американскому правительству и Советскому Союзу, что Канада имеет определенные претензии на свою Арктическую территорию, имевшую стратегическое значение в годы холодной войны. Кроме того, Канада претендует на воды в пределах Канадского арктического архипелага как на свои внутренние воды. Соединенные Штаты являются одной из стран, которые не признают претензии Канады или каких-либо других стран на арктические архипелажные воды и якобы отправили атомные подводные лодки под лёд вблизи канадских островов без запроса разрешения.
До 1999 году географический Северный полюс (безразмерная точка) и большая часть Северного Ледовитого океана обычно считались составляющими международное пространство, включающее как воды, так и морское дно. Однако принятие Конвенции Организации Объединенных Наций по морскому праву (ЮНКЛОС) предписало процесс, который побудил несколько стран подать претензии или подкрепить ранее существовавшие претензии на части морского дна полярного региона.

### Конвенция ООН по морскому праву 1982 года

Новые границы Арктики согласно Международной конвенции 1982 года

В 1982 году была принята Конвенция ООН по морскому праву, согласно которой территориальная юрисдикция государства распространяется лишь на шельф, тогда как внешельфовая зона объявляется международной. Россия присоединилась к этому соглашению в 1997 году. По конвенции территориальным морем могут быть объявлены прибрежные воды на расстоянии не более 12 миль от базовых линий, а исключительной экономической зоной — 200-мильная зона от базовых линий (+150 миль для континентального шельфа, если удастся доказать, что морское дно является продолжением берега). В результате ратификации этой конвенции Россия утратила суверенитет над 1,7 млн кв. км. акватории Северного Ледовитого океана.

### Претензии на расширенный континентальный шельф: 2006–настоящее время

#### Общие вопросы
Согласно UNCLOS, у государств есть десять лет с даты ратификации, чтобы предъявить претензии на расширенный континентальный шельф. Они должны представить Комиссии по границам континентального шельфа, органу ООН, геологические доказательства того, что их шельф фактически выходит за пределы 200 морских миль. Комиссия не определяет границы, а просто оценивает научную обоснованность утверждений, и именно страны с законными, но перекрывающимися претензиями должны прийти к урегулированию. Исходя из этого, четыре из пяти государств, граничащих с Северным Ледовитым океаном, — Канада, Дания, Норвегия и Российская Федерация — должны были предъявить какие-либо претензии к 2013, 2014, 2006 и 2007 годам соответственно. Поскольку США еще не ратифицировали ЮНКЛОС, дата ее представления в настоящее время не определена.
Претензии на расширенные континентальные шельфы, если они признаны действительными, дают государству-истцу исключительные права на морское дно и ресурсы под дном. Действительные претензии на расширенный континентальный шельф не расширяют и не могут расширять исключительную экономическую зону (ИЭЗ) государства, поскольку ИЭЗ определяется исключительно путем проведения линии протяженностью 200 морских миль (370 км) с использованием исходных линий территориального моря в качестве отправной точки. Сообщения прессы часто путают факты и утверждают, что расширенные претензии на континентальный шельф расширяют ИЭЗ государства, тем самым предоставляя государству исключительные права на ресурсы не только на морском дне или под ним, но и на те, что находятся в толще воды над ним. Арктическая карта, подготовленная Даремским университетом, четко иллюстрирует протяженность неоспоримых исключительных экономических зон пяти государств, граничащих с Северным Ледовитым океаном, а также относительно небольшое пространство оставшихся «открытых морей» или полностью международных вод на самом севере планеты.

#### Конкретные государства

##### Канада
Канада ратифицировала ЮНКЛОС 7 ноября 2003 года и до 2013 года должна была подать заявку на расширенный континентальный шельф. По состоянию на декабрь 2013 года Канада объявила, что подаст заявку, включающую Северный полюс. Канада планировала подать заявку на часть арктического континентального шельфа в 2018 году.
В ответ на российскую экспедицию «Арктика 2007» министр иностранных дел Канады Питер Маккей сказал: «[это] позерство. Это настоящий Север, сильный и свободный, и они обманывают себя, если думают, что бросают флаг на дно океана ничего не изменит ... Это не 14-й и не 15-й век ».  В ответ министр иностранных дел России Сергей Лавров заявил: «никем доселе не исследованных, там принято оставлять флаги. Так было, кстати, и на Луне... [Мы] с самого начала говорили, что эта экспедиция была частью большой работы, проводимой под эгидой ООН Конвенции по морскому праву, в международном органе, где рассматриваются претензии России на подводные хребты, которые мы считаем продолжением нашего шельфа. Мы знаем, что это должно быть доказано. Взятые пробы грунта послужат работать над подготовкой этих доказательств».
25 сентября 2007 года премьер-министр Стивен Харпер заявил, что президент России Владимир Путин заверил его в том, что ни оскорбление, ни «нарушение международного взаимопонимания или какого-либо суверенитета Канады» не предназначались. Харпер пообещал защитить заявленный Канадой суверенитет, построив и эксплуатируя до восьми арктических патрульных кораблей, новый армейский учебный центр в Резольют и реконструировав существующий глубоководный порт на бывшем участке добычи полезных ископаемых в Нанисивике.

##### Дания
Дания ратифицировала ЮНКЛОС 16 ноября 2004 года и до 2014 года должна была подать заявку на расширенный континентальный шельф.
Королевство Дания одновременно заявило, что ратификация ЮНКЛОС не меняет позиции Дании в отношении того, что датские проливы, включая Большой Бельт, Малый Бельт и датскую часть Эресунна, образованные на основе Копенгагенского договора 1857 года, являются юридически датской территорией, и – как указано в договорном разделе Управления по правовым вопросам Организации Объединенных Наций – это должно оставаться таковым. Следовательно, Дания считает, что Копенгагенская конвенция применяется исключительно к водным путям, проходящим через собственно Данию, а не через Северную Атлантику.
Гренландия, автономная территория в составе Королевства Дания, имеет ближайшую береговую линию к Северному полюсу, и Дания утверждает, что хребет Ломоносова на самом деле является продолжением Гренландии. Датский проект включал экспедицию LORITA-1 в апреле-мае 2006 года и тектонические исследования во время экспедиции LOMROG, которые были частью программы Международного полярного года 2007–2008 годов. В его состав вошли шведский ледокол «Оден» и российский атомный ледокол «50 лет Победы». Последний вел экспедицию по ледяным полям к месту исследований. Дальнейшие усилия по геологическому изучению региона были проведены экспедицией LOMROG II, состоявшейся в 2009 году, и экспедицией LOMROG III, стартовавшей в 2012 году.
14 декабря 2014 года Дания заявила права на территорию площадью 895 000 км² (346 000 квадратных миль), простирающуюся от Гренландии за Северным полюсом до границ исключительной экономической зоны России. В отличие от претензий России, которые обычно ограничиваются российским сектором Арктики, претензии Дании распространяются через Северный полюс и в российский сектор.

##### Норвегия
Норвегия ратифицировала ЮНКЛОС 24 июня 1996 года и до 2006 года должна была подать заявку на расширенный континентальный шельф.
27 ноября 2006 года Норвегия подала официальное представление в Комиссию ООН по границам континентального шельфа в соответствии с Конвенцией ООН по морскому праву (статья 76, пункт 8). Приводятся аргументы в пользу расширения притязаний Норвегии на морское дно за пределы ИЭЗ протяженностью 200 миль (370 км; 230 миль) в трёх районах северо-восточной Атлантики и Арктики: «Петля» в Баренцевом море, Западный бассейн Нансена в Арктике. Океан и «банановая дыра» в Норвежском море. В представлении также говорится, что дополнительное положение о границах континентального шельфа в других районах может быть размещено позже.
Норвегия и Россия ратифицировали соглашение по Баренцеву морю, положив конец 40-летнему спору о демаркации границы.

##### Россия
Россия ратифицировала ЮНКЛОС в 1997 году и до 2007 году должна была подать заявку на расширенный континентальный шельф.
Российская Федерация претендует на большой протяженный континентальный шельф до Северного полюса на основе хребта Ломоносова и хребта Менделеева в пределах их арктического сектора. Москва считает, что восточная часть хребта Ломоносова и хребет Менделеева являются продолжением сибирского континентального шельфа. До тех пор, пока Дания не подала свои претензии, российские претензии не пересекали демаркационную линию российско-американского арктического сектора и не распространялись на арктический сектор какого-либо другого арктического прибрежного государства.
20 декабря 2001 года Россия подала официальное представление в Комиссию ООН по границам континентального шельфа в соответствии с Конвенцией ООН по морскому праву (статья 76, пункт 8). В документе предлагается установить внешние границы континентального шельфа России за пределами исключительной экономической зоны протяженностью 200 морских миль (370 км), но в пределах российского арктического сектора. Территория, на которую претендует Россия в заявке, представляет собой большую часть Арктики в пределах её сектора, простирающуюся до географического Северного полюса, но не за его пределы. Одним из аргументов было утверждение, что хребет Ломоносова, проходящий вблизи полюса срединно-океанический хребет, и хребет Менделеева на российской стороне полюса являются продолжением Евразийского континента. В 2002 году Комиссия ООН не отклонила и не приняла российское предложение, рекомендовав дополнительные исследования.

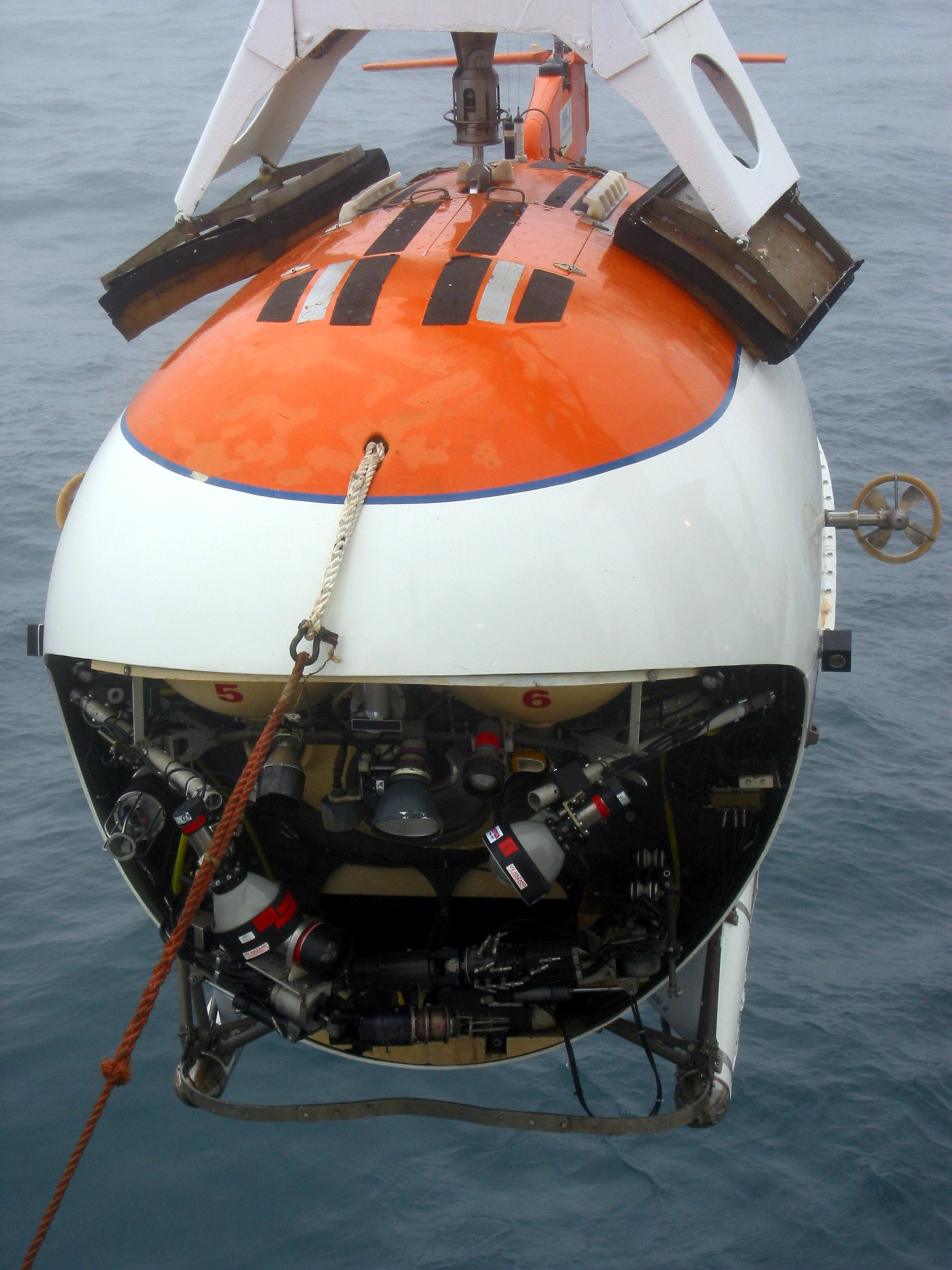
Подводный аппарат «МИР»

2 августа 2007 года российская экспедиция «Арктика-2007» в составе шести исследователей под руководством Артура Чилингарова с использованием подводных аппаратов «Мир» впервые в истории спустилась на морское дно в районе Северного полюса. Там они установили российский флаг и взяли пробы воды и почвы для анализа, продолжая миссию по предоставлению дополнительных доказательств, связанных с претензиями России на расширенный континентальный шельф, включая минеральные богатства Арктики. Это было частью продолжающейся российской экспедиции на Северный полюс 2007 года в рамках программы Международного полярного года 2007—2008 годов.
Экспедиция стремилась установить, что восточная часть морского дна, проходящая недалеко от полюса, известная как хребты Ломоносова и Менделеева, на самом деле является продолжением суши России. Экспедиция началась, когда несколько стран пытаются расширить свои права на участки дна Северного Ледовитого океана. И Норвегия, и Дания проводят исследования с этой целью. Владимир Путин выступил с речью на атомном ледоколе 3 мая 2007 года, призвав активизировать усилия по обеспечению «стратегических, экономических, научных и оборонных интересов» России в Арктике.
В середине сентября 2007 года Минприроды России выступило с заявлением:
Предварительные результаты анализа модели земной коры, исследованной экспедицией «Арктика-2007», полученные 20 сентября, подтвердили, что строение земной коры хребта Ломоносова соответствует мировым аналогам континентальной коры, а значит, входит в состав Российской Прилегающий континентальный шельф Федерации.
Виктор Поселов, сотрудник Агентства по недропользованию России:
С большой долей вероятности Россия сможет увеличить свой континентальный шельф на 1,2 млн квадратных километров (460 000 квадратных миль) с потенциальными запасами углеводородов не менее 9 000–10 000 миллиардов тонн условного топлива за пределами 200-мильной (320 км ) экономической зоны в Северном Ледовитом океане.
4 августа 2015 года Россия представила в ООН дополнительные данные в поддержку своей заявки, содержащие новые аргументы, основанные на «обширных научных данных, собранных за годы арктических исследований», для территорий в Арктике. Посредством этой заявки Россия претендует на 1,2 миллиона квадратных километров (более 463 000 квадратных миль) арктического морского шельфа, простирающегося более чем на 350 морских миль (около 650 километров) от берега. В феврале 2016 года дополнительные данные представил министр природных ресурсов и экологии России Сергей Донской. После экспедиции «Арктика-2007» российские исследователи собрали новые данные, подтверждающие претензии России на часть морского дна за пределами её неоспоримой 200-мильной исключительной экономической зоны (ИЭЗ) в пределах её арктического сектора, включая район Северного полюса. 9 августа 2016 года Комиссия ООН по границам континентального шельфа начала рассмотрение представления.
В 2021 году Российская Федерация представила несколько дополнений к CLCS, расширяющих территорию, заявленную как часть её расширенного континентального шельфа. В одном представлении претензии на шельф распространялись через хребет Ломоносова до внешней границы ИЭЗ Канады и Дании. Эта территория полностью совпадает с претензиями Дании и Канады. Москва также расширила свой шельф на хребте Гаккеля, часть которого пересекается с претензиями Дании.
В марте 2024 года Россия отказалась принять одностороннее решение США о расширении границ континентального шельфа на 200 морских миль от действующих линий. МИД РФ назвал данное решение незаконным, обвинил Соединённые Штаты в желании получить дополнительные участки, о чём уведомил в соответствующем демарше. Россия посчитала, что подобным образом США увеличивают шельф на 1 млн кв км для «собственного пользования». Глава Комитета по развитию Дальнего Востока и Арктики Госдумы Российской Федерации Николай Харитонов заявил, что Россия рассматривает возможность отозвать свою подпись под ЮНКЛОС, так как положения конвенции вступили в противоречие с её интересами.

##### США
По состоянию на 2023 год США не ратифицировали Конвенцию ООН по морскому праву (ЮНКЛОС). Однако Соединенные Штаты указывают, что право прибрежного государства на расширенный континентальный шельф прочно закреплено в обычном международном праве, поэтому права США не зависят от присоединения к UNCLOS или внесения материалов в CLCS.
В августе 2007 года ледокол американской береговой охраны USCGC «Хили» направился в Северный Ледовитый океан, чтобы нанести на карту морское дно у берегов Аляски. Ларри Майер, директор Центра картографирования прибрежных районов и океанов в Университете Нью-Гэмпшира, заявил, что поездка планировалась несколько месяцев и не имеет ничего общего с тем, что русские водружают свой флаг. Целью картографических работ на борту «Хили» является определение протяженности континентального шельфа США к северу от Аляски.

#### Будущее
25 марта 2007 года Межправительственная группа экспертов по изменению климата заявила, что судоходную отрасль ждут богатства из-за изменения климата в Арктике. Этот сектор экономики можно было преобразовать подобно тому, как Ближний Восток был преобразован Суэцким каналом в XIX веке. Между странами начнется гонка за нефть, рыбу, алмазы и морские пути, ускоренная воздействием глобального потепления.
Тем не менее, после 2008 года многочисленные комментарии исследователей бросают тень на нарративы о том, что в Арктике будет ощущаться нехватка ресурсов, что может привести к конфликту между государствами.
Потенциальная ценность Северного полюса и его окрестностей заключается не столько в самом судоходстве, сколько в возможности того, что под морским дном существуют прибыльные запасы нефти и природного газа. Такие запасы известны под Баренцевым, Карским и Бофортовым морями. Однако подавляющая часть Арктики, которая, как известно, содержит ресурсы газа и нефти, уже находится в пределах неоспоримых ИЭЗ. Хотя эти ИЭЗ выходят за пределы большей части открытого моря в центральной части Северного Ледовитого океана, Канада, Россия, Дания (через Гренландию) и Норвегия объявили о своих претензиях на расширенный континентальный шельф, который охватывает почти всё морское дно Арктики. Это будет означать, что законные права на нефть, газ и другие ресурсы на морском дне будут принадлежать исключительно арктическим прибрежным государствам, которые будут иметь исключительную юрисдикцию по управлению своими ресурсами.
14 сентября 2007 года Европейское космическое агентство сообщило, что потеря льда открыла Северо-Западный проход «впервые с начала регистрации в 1978 году», а чрезвычайная потеря в 2007 году сделала проход «полностью судоходным». Дальнейшая разведка запасов нефти в других местах Арктики теперь может стать более осуществимой, и проход может стать регулярным каналом международного судоходства и торговли, если Канада не сможет обеспечить соблюдение своих прав на него.
Министры иностранных дел и другие официальные лица, представляющие Канаду, Данию, Норвегию, Россию и Соединенные Штаты, встретились в Илулиссате, Гренландия, в мае 2008 года на конференции по Северному Ледовитому океану и обнародовали Илулиссатскую декларацию. Среди прочего в декларации говорилось, что любые вопросы демаркации в Арктике должны решаться на двусторонней основе между противоборствующими сторонами.

## Остров Ханс

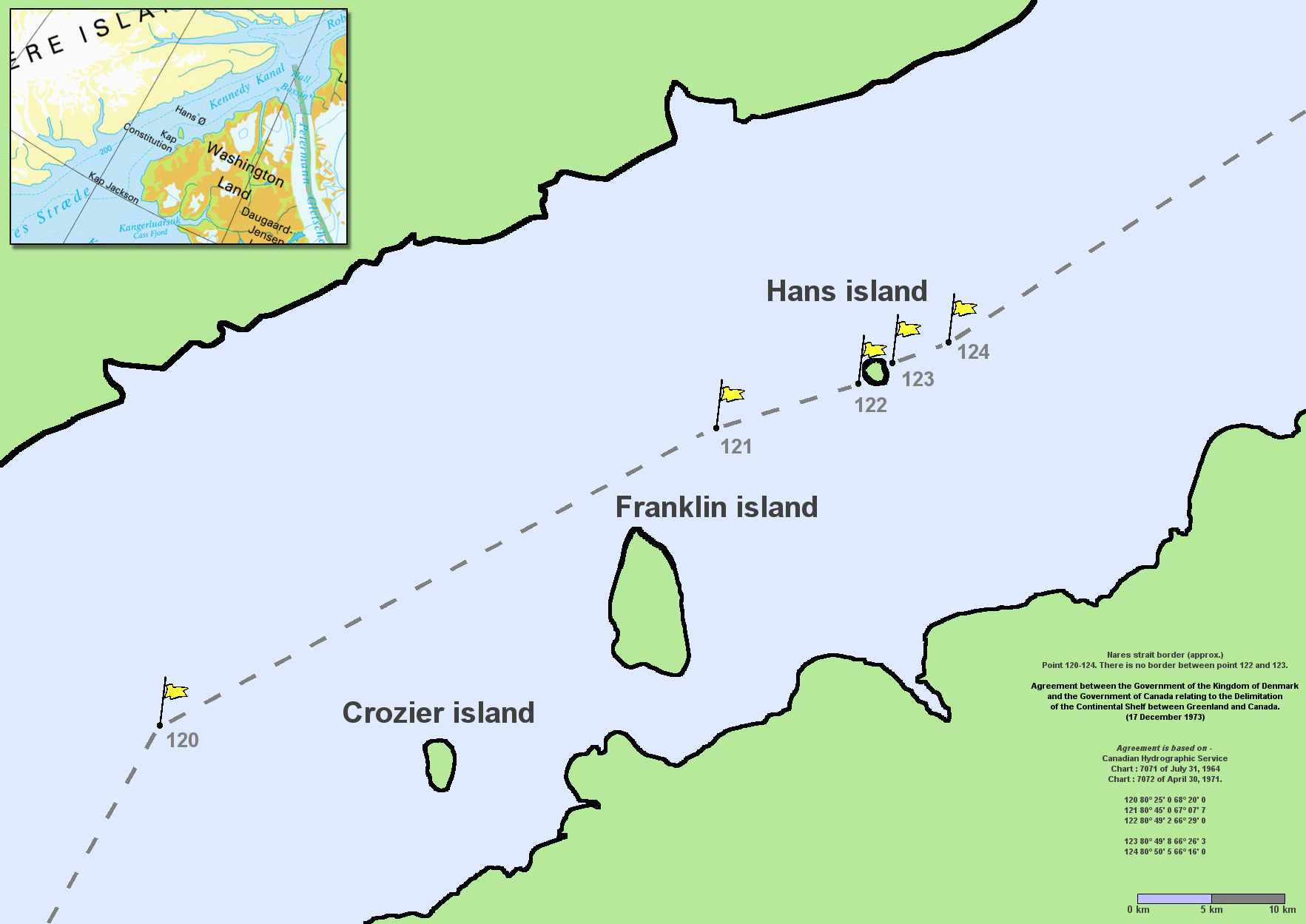
Карта части канала Кеннеди со спорным островом

Остров Ханс расположен в проливе Нэрса, водном пути, который проходит между островом Элсмир (самая северная часть Нунавута, Канада) и Гренландией. Небольшой необитаемый остров площадью 1,3 км2 (0,5 кв. мили) был назван в честь гренландского путешественника по Арктике Ханса Хендрика.
В 1973 году Канада и Дания согласовали географические координаты континентального шельфа и заключили договор о делимитации границ, который был ратифицирован Организацией Объединенных Наций 17 декабря 1973 года и действует с 13 марта 1974 года. В договоре перечислены 127 точек (по широте и долготе) от пролива Дэвиса до конца пролива Робсона, где пролив Нэрса впадает в море Линкольна; граница определяется геодезическими линиями между этими точками. Однако договор не проводит линию от точки 122 (80°49′2″ с.ш., 66°29′0″ з.д.) до точки 123 (80°49′8″ с.ш., 66°26′3″ з.д.) — a расстояние 875 м (0,54 мили). Остров Ханса расположен в центре этой области. Этот территориальный спор получил название «Войны виски».
Датские флаги водружались на острове Ханс в 1984, 1988, 1995 и 2003 годах. Правительство Канады официально протестовало против этих действий. В июле 2005 года бывший министр обороны Канады Билл Грэм сделал необъявленную остановку на острове Ханс во время поездки в Арктику; это вызвало еще одну дипломатическую ссору между правительствами, и в сентябре того же года было заключено перемирие.
Канада утверждала, что остров Ханс явно находится на её территории, поскольку топографические карты, первоначально использовавшиеся в 1967 году для определения координат острова, четко показывали весь остров на канадской стороне линии делимитации. Однако федеральные чиновники изучили последние спутниковые снимки в июле 2007 года и признали, что линия проходит примерно через середину острова. В настоящее время это оставляет спорным право собственности на остров, а также, возможно, на карту поставлены претензии в отношении рыболовных угодий и будущего доступа к Северо-Западному проходу.
По состоянию на апрель 2012 года правительства обеих стран вели переговоры, в результате которых остров был разделен почти ровно пополам. Переговоры завершились в ноябре 2012 года и дали более точное описание границы, но не разрешили спор об острове Ханс. Одним из возможных решений было рассматривать остров как кондоминиум.
В 2022 году Канада и Дания разрешили спор, установив сухопутную границу через остров Ханс.

## Море Бофорта

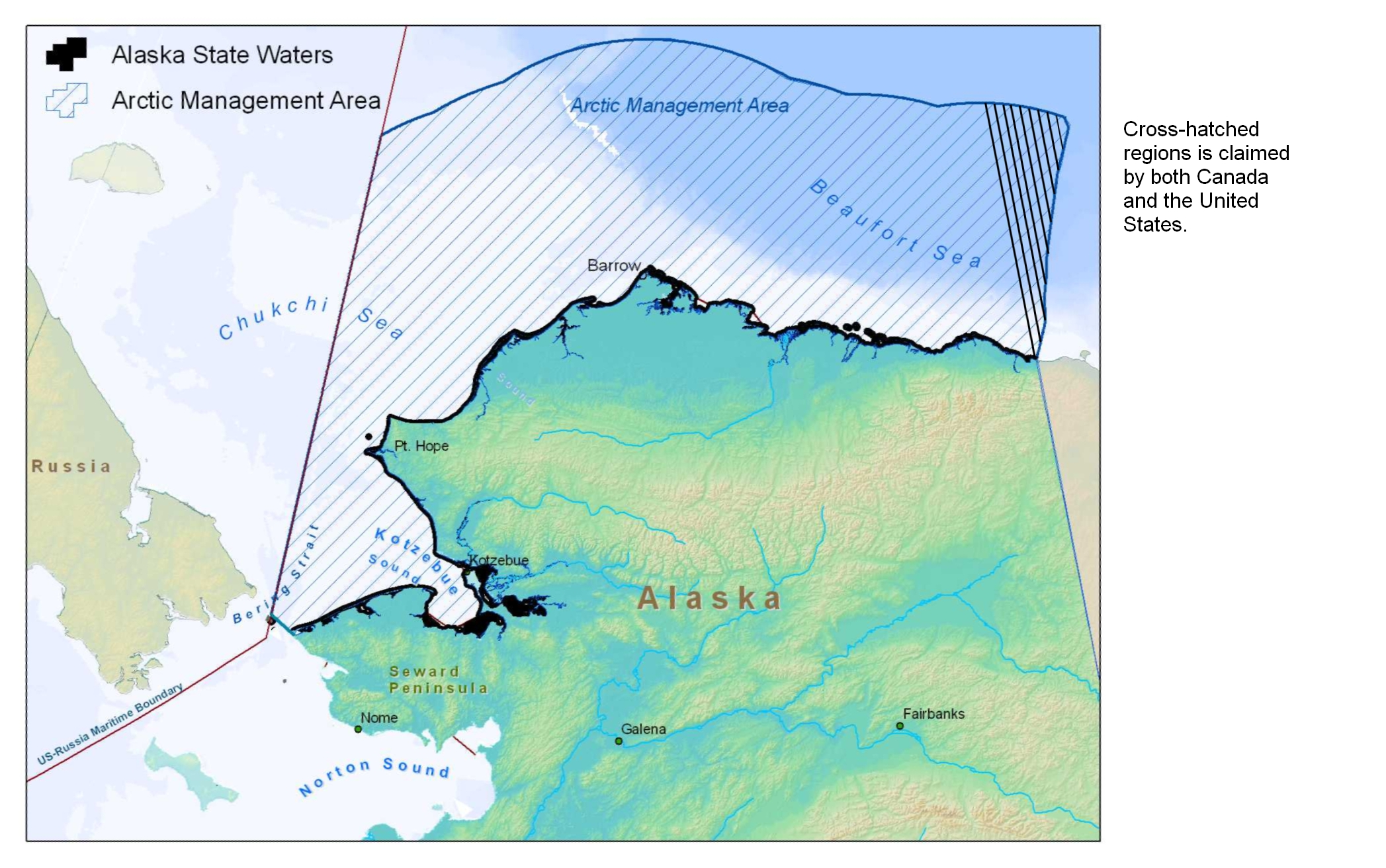
На заштрихованный клиновидный регион на востоке претендуют как Канада, так и США

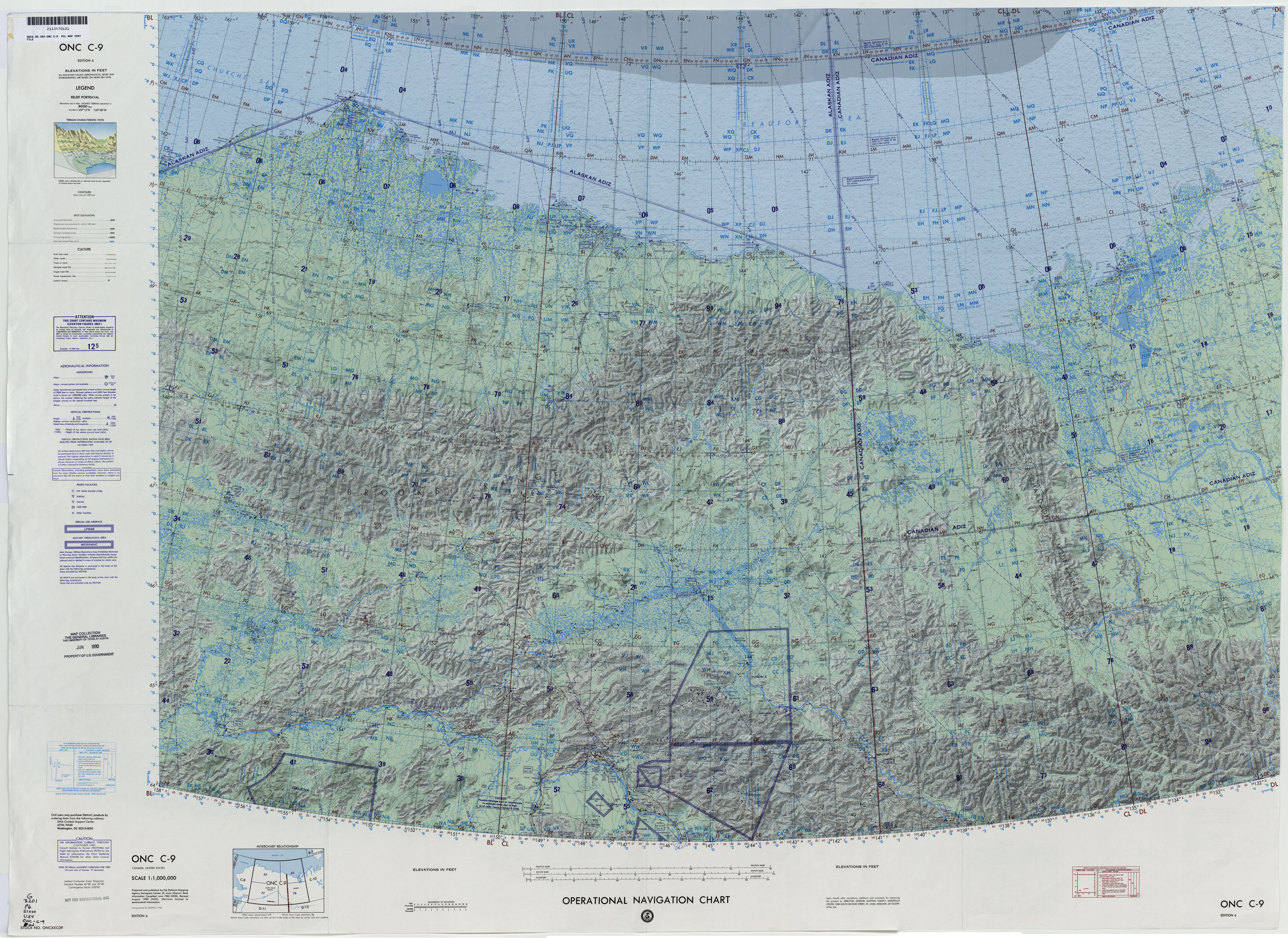
Карта, включая приграничную зону

Продолжается спор о клиновидном срезе международной границы в море Бофорта между канадской территорией Юкон и американским штатом Аляска.
Позиция Канады заключается в том, что морская граница должна продолжаться по прямой линии сухопутной границы. Американская позиция заключается в том, что морская граница должна проходить по пути, равноудаленном от берегов двух стран. Спорный участок может содержать значительные запасы углеводородов. США уже арендовали восемь участков под водой для поиска и, возможно, вывода на рынок запасов нефти, которые могут там существовать. Канада выразила дипломатический протест в ответ. Граница, вероятно, повлияет на делимитацию протяженного континентального шельфа в морях Бофорта и Чукотском море. По иронии судьбы положение каждой страны в пределах 200 морских миль создает линию, которая благоприятствует другому государству за пределами 200 морских миль.
На сегодняшний день соглашение не достигнуто.
20 августа 2009 года министр торговли США Гэри Локк объявил мораторий на рыболовство в море Бофорта к северу от Аляски, включая спорные воды. Рэнди Босуэлл из Canada.com написал, что спорная территория охватывает участок моря Бофорта площадью 21 436 квадратных километров (8 276 квадратных миль) (меньше, чем Израиль, но больше, чем Сальвадор). Он написал, что Канада подала «дипломатическую ноту» Соединенным Штатам в апреле, когда США впервые объявили о планах введения моратория.

## Северо-Западный проход

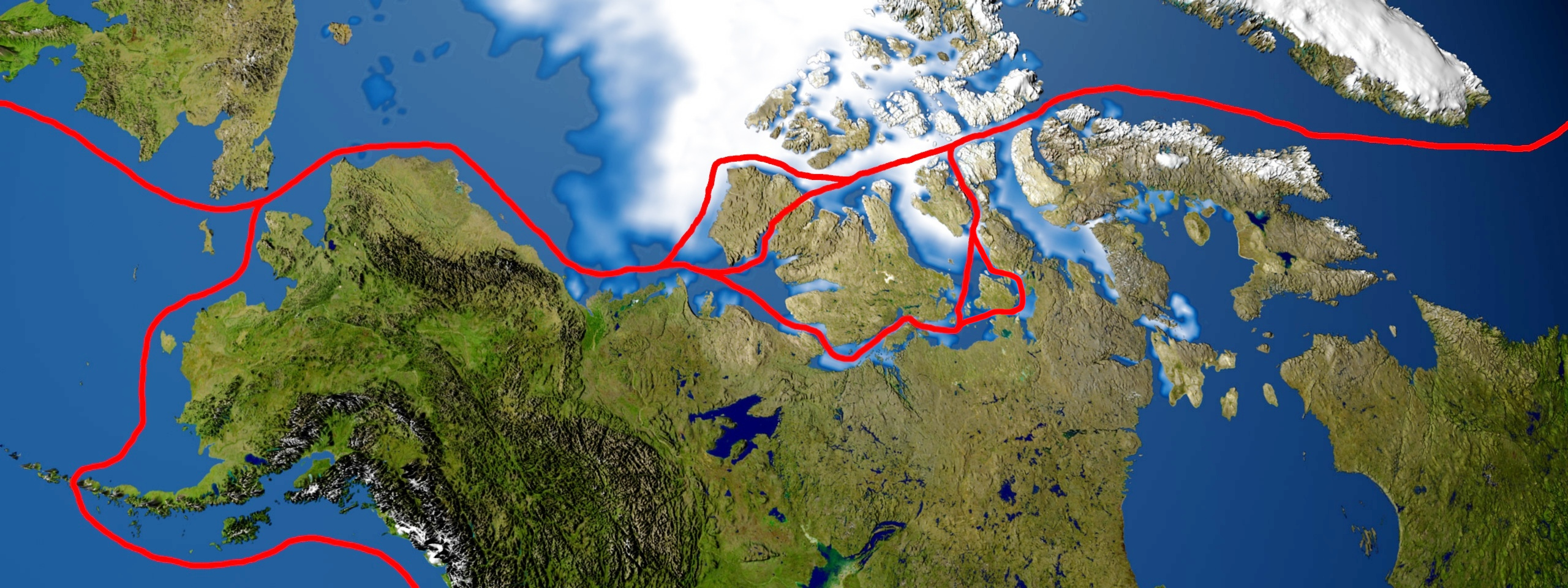
Маршруты Северо-Западного прохода

Правовой статус Северо-Западного прохода оспаривается: Канада считает его частью своих исторических внутренних вод. Соединенные Штаты и большинство морских держав считают их международным проливом, что означает, что иностранные суда имеют право «транзитного прохода». При таком режиме Канада будет иметь право принимать законы о рыболовстве и охране окружающей среды, фискальные законы и законы о контрабанде, а также законы, направленные на безопасность судоходства, но не право закрывать проход. Кроме того, экологические нормы, разрешенные ЮНКЛОС, не столь строги, как те, которые разрешены, если Северо-Западный проход является частью внутренних вод Канады.

## Северо-Восточный проход
Россия считает, что участки Северного морского пути, которые охватывают только навигационные пути через воды в пределах арктической ИЭЗ России к востоку от Новой Земли до Берингова пролива, проходят через российские территориальные и внутренние воды в проливах Карский, Вилькицкого и Санникова.
В 2010 году Россия и Норвегия подписали договор о разграничении акватории Баренцева моря. В результате России пришлось уступить часть акватории, которая ранее считалась советской.

## Индия и Арктика
Арктическая политика Индии представляет собой концептуальную основу деятельности государства в Арктическом регионе, официально оформленную в 2022 г. с принятием документа «Арктическая политика Индии: построение партнерства для устойчивого развития». Данный документ, созданный после получения Индией в 2013 г. статуса наблюдателя в Арктическом совете, определяет шесть направлений деятельности (научные исследования, экологическую защиту, экономическое развитие, транспортные связи, международное сотрудничество, наращивание потенциала) и четыре национальных интереса в Арктике (научный, экологический, экономический, стратегический). Политический характер арктической концепции обусловлен неарктическим статусом Индии и схож с подходом Китая, при этом предусмотренные документом межминистерская Уполномоченная группа и план реализации по состоянию на 2024 г. не сформированы.
Национальный центр полярных и океанических исследований (NCPOR) — главный научный институт Индии, осуществляющий исследования в Арктике под руководством Министерства наук о Земле. NCPOR, переименованный в 2018 году из Национального центра антарктических и океанических исследований (NCAOR), функционирует исключительно в научной сфере без полномочий в области арктической политики страны. Специализированный орган для реализации арктической политики в Индии отсутствует, что обусловлено недавним принятием соответствующего стратегического документа (2022 г.), отсутствием конкретного плана действий, приоритетом научных исследований и сравнительно поздним проявлением интереса к Арктическому региону.
Арктическая политика Индии основывается на стратегии международного сотрудничества с полярными государствами, что способствует наращиванию национального потенциала в регионе и было подтверждено премьер-министром Н. Моди на втором саммите Индия–Северные страны в 2022 году. Партнерство с арктическими странами началось в 2006 году с визита индийского министра наук о Земле К. Сибала в Норвегию, результатом которого стали первая научная экспедиция на Шпицберген (2007), открытие исследовательской станции "Химадри" на Свальбарде (2008), подписание Меморандума о взаимопонимании с Норвежским институтом полярных исследований и получение членства в Комитете научных руководителей в том же году.